# Caulokaempferia violacea
Caulokaempferia violacea är en enhjärtbladig växtart som beskrevs av Kai Larsen och Triboun. Caulokaempferia violacea ingår i släktet Caulokaempferia och familjen Zingiberaceae.
Artens utbredningsområde är Thailand. Inga underarter finns listade i Catalogue of Life.